# August Engelhardt

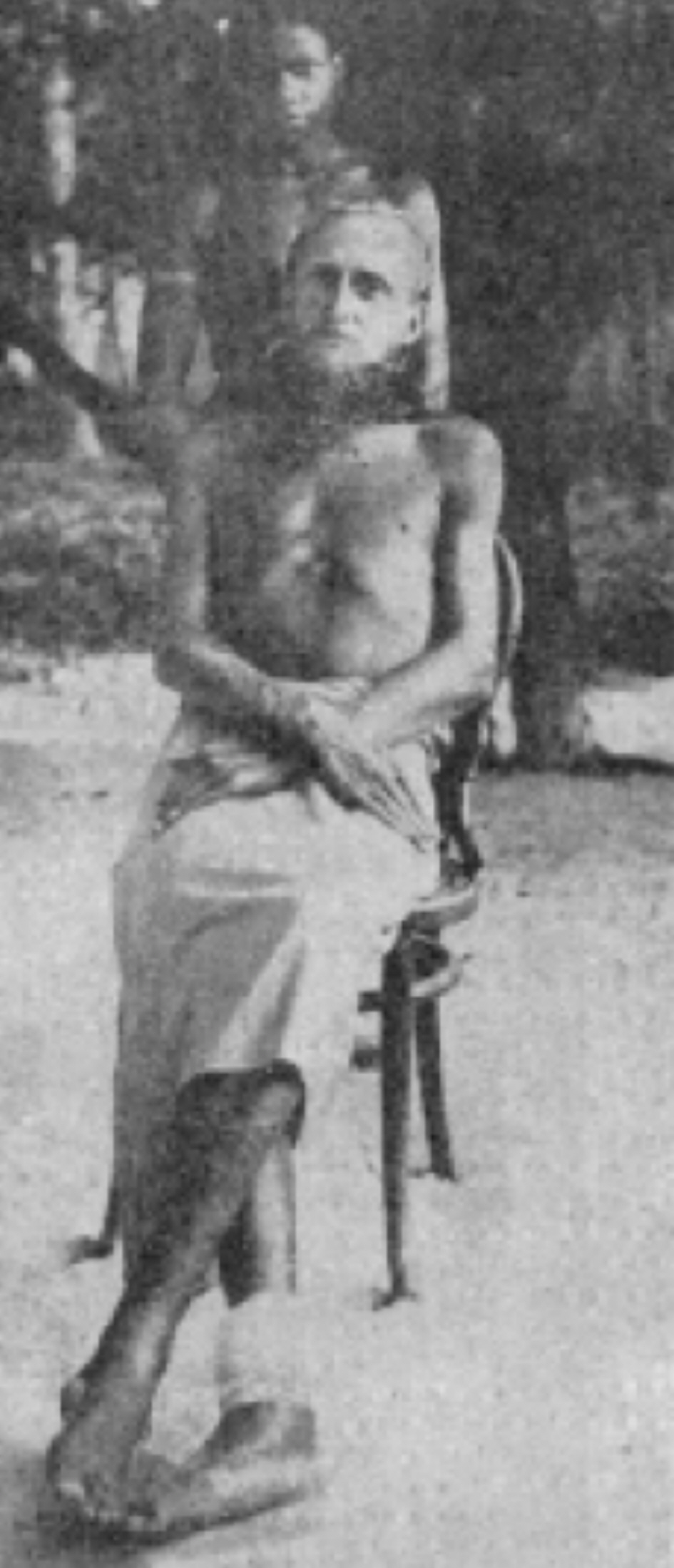
August Engelhardt (1911)

August Karl Engelhardt (* 27. November 1875 in Nürnberg; † 6. Mai 1919 auf Kabakon, heute Papua-Neuguinea) war ein Deutscher, der eine neue religiöse Gemeinschaft mit dem Namen Sonnenorden – Aequatoriale Siedlungsgemeinschaft gründete. Er entwickelte darin den Kokovorismus, eine Ernährungsweise, in deren Zentrum der Verzehr der Kokosnuss steht.

## Leben

### Werdegang in Deutschland
Engelhardt verließ das Gymnasium vorzeitig und absolvierte eine Apothekenhelferlehre. Berufsbedingt entwickelte er Interesse an Fragen der gesunden Lebensführung, die von der Lebensreformbewegung propagiert wurde.
Im Herbst 1899 schloss er sich dem Jungborn im Eckertal des Harzes an, einer Vereinigung für naturnahes Leben, die von den Brüdern Adolf Just und Rudolf Just gegründet worden war und deren Grundprinzipien Vegetarismus und Nudismus waren. Der Jungborn geriet wenig später in juristische Verwicklungen, die zu seiner Auflösung führten, da der praktizierte Nudismus als gesetzeswidrige Unsittlichkeit galt und Adolf Just wegen unstatthafter Betätigung als Naturheilkundler zu einer Gefängnisstrafe verurteilt wurde. Es ist wahrscheinlich, dass diese Ereignisse Engelhardt bewogen, einen Ort abseits der Zwänge und Konventionen Europas zu suchen, um dort seine Vorstellungen eines naturverbundenen Lebens umsetzen zu können.

### Ankunft auf Kabakon
Im Herbst 1902 traf Engelhardt in Deutsch-Neuguinea im Pazifischen Ozean ein, wo er die ihm vorschwebenden Bedingungen zu finden hoffte. Er erwarb am 2. Oktober von Emma Kolbes Firma Forsayth eine Kokosplantage von 75 ha auf der Insel Kabakon. Dort ließ er sich als einziger Weißer nieder.

### Kokovorismus
Auf Kabakon setzte er seine Vorstellungen von naturverbundener Lebensführung in die Realität um. Er verzichtete vollständig auf Kleidung und ernährte sich ausschließlich vegetarisch, vorwiegend von Kokosnüssen. Mit Sonne und Kokosnüssen als Grundpfeilern entwickelte Engelhardt eine Lehre, die zunehmend religiöse Züge annahm: Ausgehend davon, dass die Sonne der verehrungswürdige Quell allen Lebens sei, behauptete er, die Kokosnuss sei die Frucht, die der Sonne am nächsten wächst, und darum die vollkommenste Nahrung des Menschen. Diese Anschauung, Kokovorismus (von lat. vorare ‚verschlingen‘ und -ismus im Sinn von ‚Lehre‘) genannt, gipfelte in Engelhardts Aussage, der ständige Verzehr von Kokosnüssen führe den Menschen in einen gottähnlichen Zustand der Unsterblichkeit.
Je weiter Engelhardt seine Lehre des Kokovorismus ausarbeitete, desto abwegiger wurden seine Aussagen. So behauptete er, das edelste Organ des menschlichen Körpers sei das Gehirn, da es sich der Sonne am nächsten befinde; er bestritt, dass ein so edler Körperteil seine Kraft vom tiefliegenden und schmutzigen Verdauungstrakt erhalte, und meinte stattdessen, das Hirn beziehe seine Energie aus den Haarwurzeln, die ihrerseits vom Sonnenlicht ernährt würden. Aus diesem Grunde sei das Tragen jeglicher Kopfbedeckung schädlich.

### Gründung des Sonnenordens
Engelhardt drängte es danach, seine Auffassungen zu verbreiten, und er wollte auf Kabakon eine Gemeinschaft Gleichgesinnter um sich versammeln, die er Sonnenorden – Aequatoriale Siedlungsgemeinschaft nannte. Zu diesem Zweck ließ er Werbeschriften in Europa verbreiten. Ende 1903 traf der erste Neuankömmling auf der Insel ein, der Helgoländer Vegetarier Heinrich Aueckens. Bereits sechs Wochen später war Aueckens tot; die Todesursache konnte nicht ermittelt werden.

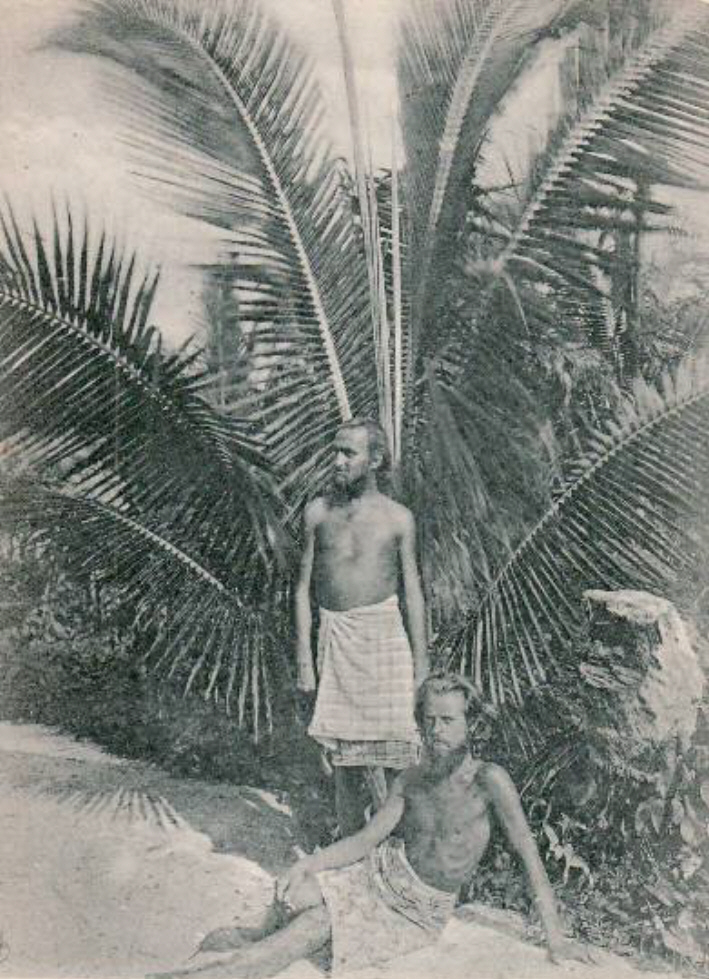
August Engelhardt (stehend) und Max Lützow

Im Juli 1904 traf Max Lützow auf Kabakon ein. Lützow war ein zu jener Zeit berühmter Dirigent, Violinist und Pianist, den seine Zivilisationsmüdigkeit auf Engelhardts Sonnenorden-Insel brachte. Er berichtete in begeisternden Briefen nach Deutschland von seinen Erfahrungen auf Kabakon und steigerte dadurch schlagartig das Interesse an Engelhardts Sonnenorden.
Im Oktober 1904 erschien ein offener Brief Lützows in der Zeitschrift Vegetarische Warte:

„Unser Unternehmen ist kommunistisch, jeder Kolonist wird Mitbesitzer. Ich bin geradezu entzückt von Kabakon und hätte nicht gedacht, dass es überhaupt einen Platz auf der Erde gäbe, der alle Anforderungen meines Ideals so vollkommen befriedigt. […] Ich habe die Überzeugung, dass jeder, der hierherkommt, auch hier bleiben wird.“

Weitere Neuankömmlinge trafen auf Kabakon ein, es hielten sich allerdings nie mehr als fünf Anhänger Engelhardts auf Kabakon auf. Die oft in der Literatur erwähnten 30 Mitglieder basieren laut Dieter Kiepenkracher auf einer Verwechslung mit den etwa 30 Namenseinträgen im Früchtler-Verzeichnis, das von Engelhardt mit der Bitte an „alle reinen Früchtler um Einsendung ihrer Adresse“ veröffentlicht wurde.

### Krisen
Durch Krankheiten und Unglücksfälle setzte schnell Ernüchterung ein. Max Lützow erkrankte schwer und wollte im Februar 1905 das Hospital in Herbertshöhe aufsuchen; er gelangte jedoch nur bis zur Insel Lamassa, wo er den Anstrengungen der Bootsfahrt im Sturm erlag und auf der Insel begraben wurde.
Auch die anderen Angehörigen des Sonnenordens verließen nun Kabakon, so dass Engelhardts Nudisten-Gemeinschaft vor dem Ende stand, als der Naturschriftsteller August Bethmann und seine Verlobte, Anna Schwab, auf der Insel eintrafen. Gemeinsam mit ihnen machte Engelhardt sich daran, seine Lehren erneut zu propagieren. Bethmann schrieb enthusiastische Berichte über das Leben auf Kabakon, die in Deutschland veröffentlicht wurden.
Mittlerweile war allerdings auch Engelhardt selbst erkrankt. Der deutsche Gast Wilhelm Bradtke, der im März 1906 auf Kabakon eintraf, berichtete von der unerwarteten Verfassung Engelhardts. Erst auf Drängen Bethmanns begab er sich in das Hospital in Herbertshöhe, wo eine erschreckend schlechte Gesundheit festgestellt wurde: Engelhardt wog bei einer Körpergröße von 1,66 Metern nur noch 39 Kilogramm, litt am gesamten Körper an Krätze, hatte zahlreiche Hautgeschwüre und konnte vor Entkräftung nicht mehr gehen. Durch intensive Pflege gesundete er wieder. Er verließ das Krankenhaus, kehrte nach Kabakon zurück und behauptete, zusammen mit dem Eiter der Geschwüre hätten auch die letzten krankhaften Substanzen seinen Körper verlassen, die bislang noch verhindert hätten, dass er in einen „ätherischen“ Zustand übergehen könne.
Bethmann selbst begann nun, an Engelhardt zu zweifeln, und teilte einem deutschen Beamten im Juni 1906 mit, dass er mit dem nächsten verfügbaren Dampfer Neuguinea verlassen wolle. Doch noch bevor er abreisen konnte, verstarb er aus ungeklärter Ursache. Da es zuvor zum Zerwürfnis zwischen ihm und Engelhardt gekommen war, wurde ein Streit mit tödlicher Folge nicht ausgeschlossen, ließ sich jedoch nie nachweisen. Ob Bethmanns Verlobte Schwab in dem Streit eine Rolle spielte, ist ebenfalls unklar. Schwab verließ die Insel Kabakon nach Bethmanns Tod und arbeitete als Hauslehrerin bei Albert Hahl, dem Gouverneur Deutsch-Neuguineas.
Engelhardt ließ auch weiterhin Werbeschriften publizieren, die jedoch zunehmend verworren und abstrus wirkten. So verkündete er, ein „internationales tropisches Kolonialreich des Fruktivorismus“, des Nudismus und der Sonnenverehrung begründen zu wollen, das den gesamten Pazifik, Südamerika, Südostasien und Zentralafrika umfassen sollte. Da Engelhardt auf die deutsche Kolonialverwaltung den Eindruck machte, geisteskrank geworden zu sein, sorgte sie dafür, dass keine weiteren Neuankömmlinge mehr auf seine Insel gelangten. Die Vegetarische Warte druckte im Oktober 1906 Warnungen ab, die von einer Reise nach Kabakon dringend abrieten.

### Letzte Jahre
Ab 1909 wurde Engelhardt zu einer lebenden kuriosen Sehenswürdigkeit für Touristen, die Deutsch-Neuguinea besuchten. Die Plantage, seit 1909 betrieben als Firma Engelhardt & Co., bewirtschaftete er zusammen mit seinem Verwalter Wilhelm Bradtke. 1910 versuchte er, ein Grundstück von 50 Hektar auf der Insel Towalik (westlich von Kabakon) als sein Eigentum im Grundbuch eintragen zu lassen.
Nach Ausbruch des Ersten Weltkriegs wurde Engelhardt zunächst 1915 in Rabaul interniert, konnte aber bald auf das nun australisch besetzte Kabakon zurückkehren. Seine Kokosplantage hatte er an Wilhelm Mirow, einen Deutschen mit australischer Ehefrau, verpachtet und widmete sich dem Studium einheimischer Heilpflanzen und der Homöopathie.
Engelhardt starb Anfang Mai 1919 abgemagert an Malaria, seine Leiche wurde am 6. Mai aufgefunden; seine Grabstätte ist unbekannt. Sein nachfolgender Pächter schüttete seine Bibliothek ins Meer. Mirow wurde am 26. Juli 1919 zum Testamentsvollstrecker ernannt, agierte jedoch unredlich. Durch das australische Enteignungsgesetz über deutsches Vermögen (expropriation ordinance) fiel das verbliebene Vermögen von sechs Pfund am 6. Mai 1920 dem australischen Staat anheim.

## Zitate
(Alle Zitate entnommen aus: August Engelhardt, August Bethmann, Hoch der Äquator! Nieder mit den Polen! Eine sorgenfreie Zukunft im Imperium der Kokosnuss, sowie: Hermann Joseph Hiery: Die deutsche Südsee 1884-1914. Schöningh, 2001)

„Nackter Kokovorismus ist Gottes Wille. Die reine Kokosdiät macht unsterblich und vereinigt mit Gott.“

„Der kokovore Sonnenmensch ist der Mensch, wie er sein soll. Die Kokosnuß ist der Stein der Weisen. Was sind Universitäten gegen eine solche Lebensweise?“

„Der Sonnenorden wird zunächst Kabakon besiedeln, von da aus den Bismarck-Archipel, dann Neuguinea und die Inseln des Stillen Ozeans, schließlich das tropische Zentral- und Südamerika, das tropische Asien und das äquatoriale Afrika. Ich fordere alle Fruktivoren und Freunde der naturgemäßen Lebensweise auf, mitzuhelfen bei dem Bau des Palmentempels des Fruktivorismus, den es aufzurichten gilt, mitzuwirken bei der Gründung des fruktivorischen Weltreichs.“

## Schriften
- August Bethmann: Eine sorgenfreie Zukunft: praktisch erprobte Rathschläge eines modernen Naturmenschen. Ein Beitrag zur Lösung der heiklen Magenfrage. August Bethmann, Remscheid 1898.
- August Bethmann und August Engelhardt: Eine Sorgenfreie Zukunft: Das neue Evangelium; Tief- und Weitblicke für die Auslese der Menschheit zur Beherzigung für alle, zur Überlegung und Anregung. 5., völlig umgearbeitete und erweiterte Auflage. Bethmann & Engelhardt, Kabakon bei Herbertshöhe 1906, nla.gov.au (PDF; 44 MB).
- August Bethmann und August Engelhardt, Dieter Kiepenkracher (Hrsg.): Hoch der Äquator! Nieder mit den Polen! Eine sorgenfreie Zukunft im Imperium der Kokosnuss. Erweiterte und kommentierte Neuausgabe mit 7 Abbildungen, davon eine in Farbe, ISBN 978-3-8482-0442-7, BOD 2012.